# Marshall Terrill
Marshall Terrill (Texarkana, 17 dicembre 1963) è uno scrittore e giornalista statunitense, noto per le biografie di Steve McQueen, Elvis Presley e Pete Maravich.
| Controllo di autorità | VIAF (EN) 73121532 · ISNI (EN) 0000 0000 7956 0932 · Europeana agent/base/92100 · LCCN (EN) n96056291 · GND (DE) 1050282639 |